# 孙军 (1959年)
孙军（1959年2月—），男，西安交通大学教授，教育部第二批长江学者特聘教授。主要研究领域为材料形变与相变行为的微纳尺度效应及其高性能化等。主持多个重点学术科研项目、担任中国材料研究学会常务理事等多个学会理事、发表数百篇论文、获得包括全国五一劳动奖章在内的多个奖项和发明专利。

## 生平
1982年获吉林工业大学工学学士学位，1985年和1989年先后获得西安交通大学工学硕士和博士学位。1992-1995年，获加拿大国家自然科学与工程研究理事会“国际研究员”研究奖学金，在女王大学材料与冶金系工作。1995年起在西安交通大学材料学院任教授，博士生导师。现为材料学院院长及金属金属材料强度国家重点实验室主任，国家杰出青年科学基金获得者，首批“新世纪百千万人才工程国家级人选”入选者，连续两届国家973计划项目首席科学家。2021年11月17日当选中国科学院院士。